# جائزة أستراليا الكبرى 2015
جائزة أستراليا الكبرى 2015 (بالإنجليزية: 2015 Australian Grand Prix)‏ هو سباق فورمولا 1 أقيم في حلبة سباق الجائزة الكبرى في ملبورن، أستراليا. كان الأول من أصل 19 في بطولة العالم لسباقات الفورمولا واحد موسم 2015.